# Ochenki
Ochenki – wieś sołecka w Polsce położona w województwie mazowieckim, w powiecie makowskim, w gminie Młynarze. Leży nad rzeką Ruż.
W latach 1975–1998 miejscowość administracyjnie należała do województwa ostrołęckiego.
Wierni Kościoła rzymskokatolickiego należą do parafii św. Stanisława w Sieluniu.